# Festival di Napoli 1959
Il settimo festival della canzone napoletana si tenne a Napoli dall'11 al 13 giugno 1959.

## Vicende particolari
L'edizione fu vinta da Fausto Cigliano e Teddy Reno, i quali si esibirono con il brano Sarrà .... chi sa ...., di Roberto Murolo e Renato Forlani. Alla presentazione della premiazione ci furono delle contestazioni da parte del pubblico, il quale invase il palcoscenico, richiedendo l'intervento della polizia. La manifestazione fu interrotta. Il successo arrise a ’Mbraccio a te, versi di Giuseppe Marotta e musica di Enrico Buonafede, eseguita da Sergio Bruni e Jula de Palma.

## Classifica, canzoni e cantanti
| Posizione | Canzone                         | Autori                                                          | Artista                                   | Voti |
| 1.        | Sarrà .... chi sa ....          | (R. Murolo e R. Forlani)                                        | Fausto Cigliano - Teddy Reno              | 137  |
| 2.        | Padrone d' 'o mare              | (T. Manlio e S. D'Esposito)                                     | Elio Mauro - Franco Ricci                 | 119  |
| 3.        | Vieneme 'nzuonno                | (M. Zanfagna e L. Benedetto)                                    | Sergio Bruni - Nilla Pizzi                | 92   |
| 4         | Cerasella                       | (testo di Ugo Pirro ed Enzo Bonagura; musica di Eros Sciorilli) | Gloria Christian - Wilma De Angelis       | 85   |
| 5         | Primmavera                      | (A. Pugliese e F. Colosimo)                                     | Luciano Rondinella - Germana Caroli       | 70   |
| 6         | Scurdammoce 'e cose d' 'o munno | (A. Cesareo e R. Martelli)                                      | Fausto Cigliano - Teddy Reno              | 68   |
| 7         | Accussì                         | (A. Pugliese e M. Ruccione)                                     | Aurelio Fierro - Mario Abbate             | 58   |
| 8         | Passiuncella                    | (A. Cesareo e L. Ricciardi)                                     | Mario Abbate - Elio Mauro e Quartetto 2+2 | 49   |
| 9         | Sta Miss 'Nciucio               | (Galdieri, De Angelis e Gigante)                                | Maria Paris - Aurelio Fierro              | 46   |
| 10        | 'O Destino 'e ll'ate            | (E. De Mura e M. Gigante)                                       | Jula de Palma - Miranda Martino           | 39   |

### Non finaliste
| Canzone                  | Autori                         | Artista                                         |
| Stella furastiera        | (G. Marotta e N. Oliviero)     | Franco Ricci - Elio Mauro                       |
| Ammore celeste           | (R. Fiore e A. Vian)           | Arturo Testa - Dana Ghia                        |
| Si' tu                   | (Enzo Di Gianni)               | Luciano Virgili - Wera Nepy                     |
| 'Mbraccio a te           | (G. Marotta e E. Buonafede)    | Sergio Bruni - Jula de Palma                    |
| Solitudine               | (V. De Crescenzo e F. Rendine) | Nunzio Gallo - Miranda Martino                  |
| Suttanella e cazunciello | (Nisa e C. Donida)             | Gloria Christian - Miranda Martino e Teddy Reno |
| Napule ncopp' 'a luna    | (E. Galdieri e G. Fontana)     | Wilma De Angelis e Duo Jolly - Grazia Gresi     |
| 'A rosa rosa             | (M. Miccio e G. D'Anzi)        | Nunzio Gallo - Arturo Testa                     |
| Primma e doppo           | (L. Tregua e Baselice)         | Dana Ghia - Wera Nepy                           |
| Napulione 'e Napule      | (R. Cutolo e Fanciulli)        | Maria Paris - Germana Caroli                    |

## Orchestra
Diretta dai maestri: Marcello De Martino e Carlo Esposito.

## Organizzazione
Della Associazione Napoletana della Stampa